# (66063) 1998 RO1
(66063) 1998 RO1 es un asteroide Atón muy cercano a la Tierra y a Venus (cruza las dos órbitas). Fue descubierto por LINEAR el día 14 de septiembre de 1998 desde Socorro. 

## Interacción con Tierra y Venus
La órbita de 1998 RO1 es bastante excéntrica, con un afelio similar al de incluso Mercurio y menor que al de Marte. Tiene un periodo orbital de 360 días, lo cual está muy cerca nuestro. Desde 1950 hasta 2200 (duración estimada) va a ser el objeto más cercano a Marte. 

## Características físicas
Este asteroide tiene una magnitud absoluta de 18,1. Su albedo se estima en 0,2 y tiene unas dimensiones de 700 x 700 m.

## Satélite natural
Un año después del descubrimiento del asteroide, las observaciones del Observatorio de Arecibo descubrió que una luna orbitaba sobre el objeto. Es designado como S/2001 (663063) 1. Está muy cerca de su objeto, con un semieje mayor de menos de 800 m (no llegando al kilómetro). Debido a su cercanía, emplea tan solo 14 horas en dar una vuelta a 1998 RO1. 

1998 RO1 tiene una forma de orbitar muy parecida a su satélite S/2001 (66063) 1